# Лейбгвардія

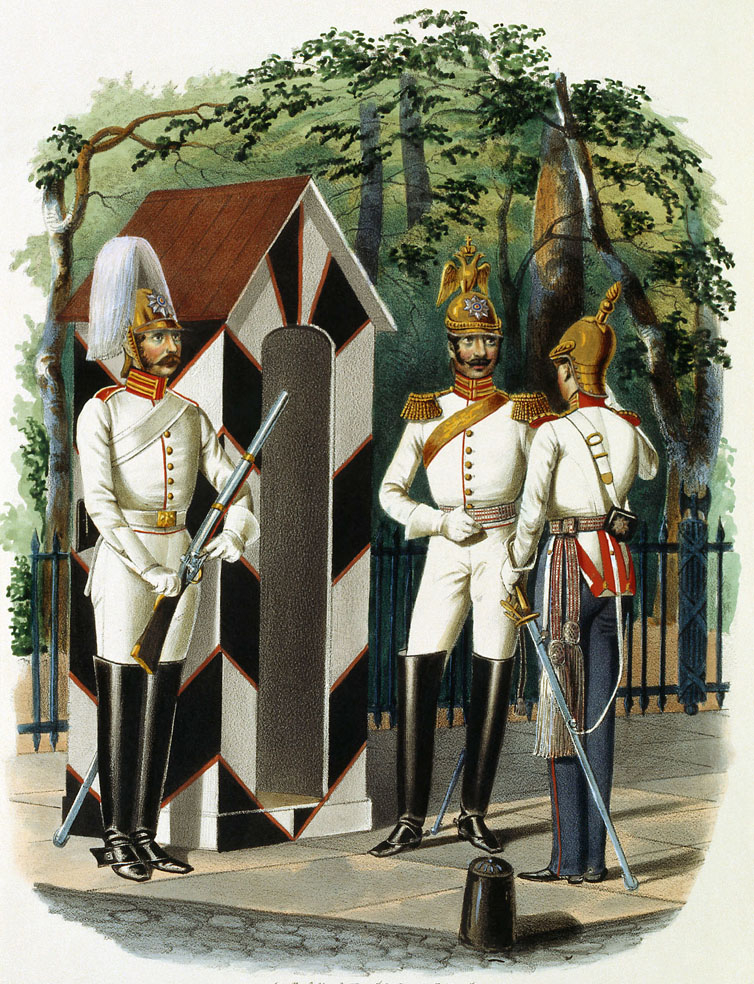
Однострій Лейбгвардії Кінного полку в 1848 році

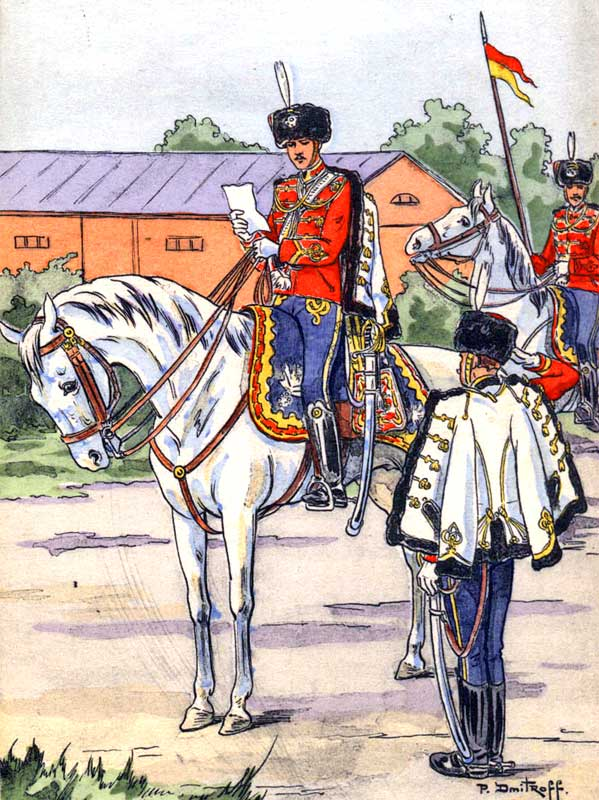
Парадний однострій лейбгвардії Гусарського полку в 1914 році

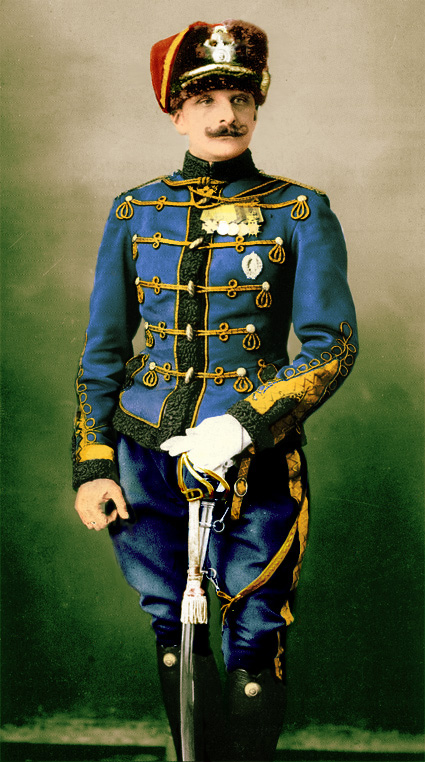
Полковник Петрово-Соловово Борис Михайлович, командир лейбгвардії Гусарського полку

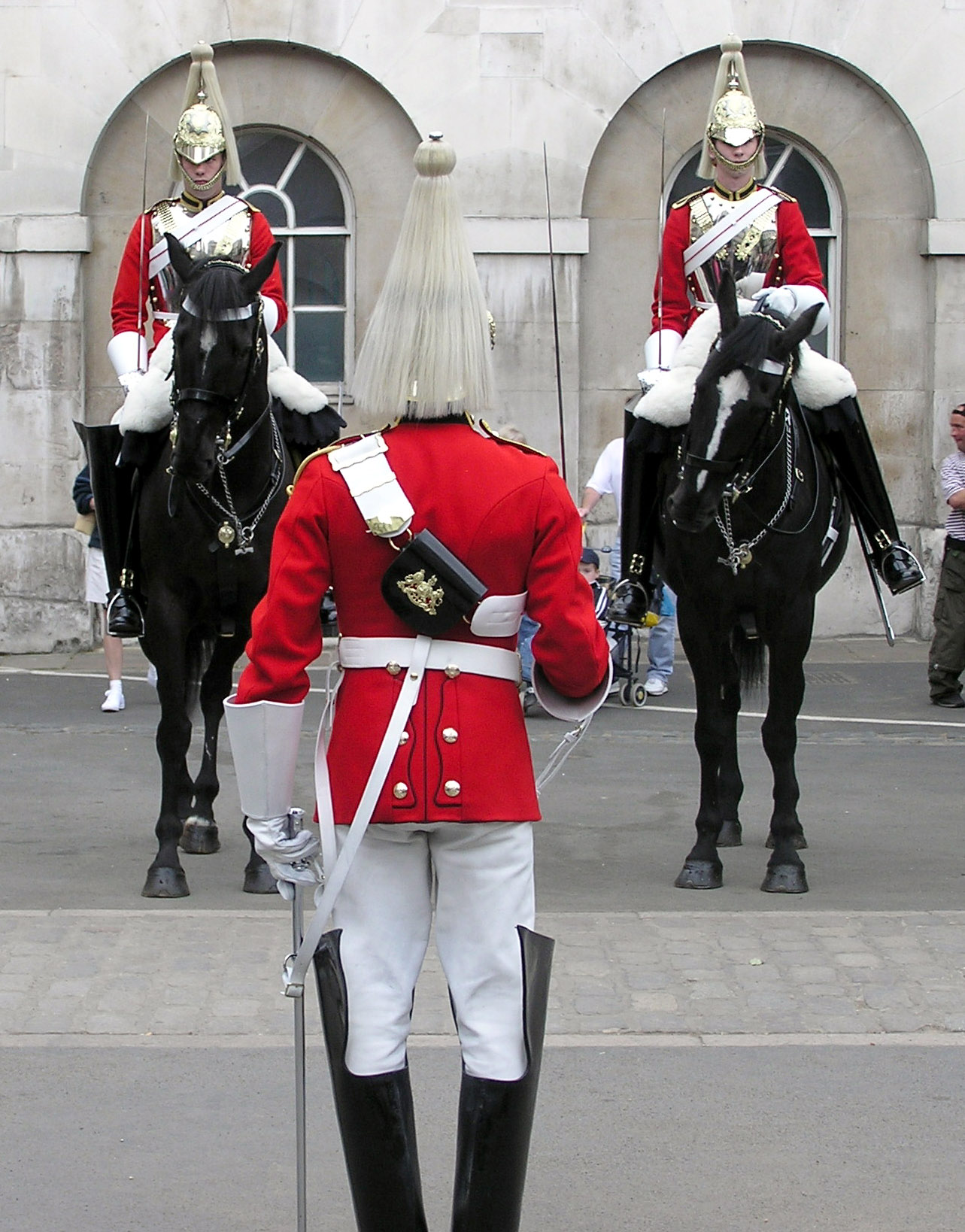
Зміна лейбгвардійської варти, видно пікельхельми, панталери й ботфорти, Лондон.

Ле́йбгва́рдія (нім. Leibgarde, від нім. Leib — тіло + лат. guardia — захист, охорона) — почесна назва добірних військових частин і підрозділів, призначених для охорони монарха й місця його перебування. Лейбгвардію не слід плутати із сучасними охоронцями.
Крім традиційних бойових і вартових завдань, лейбгвардія виконує церемонійну функцію, беручи участь у парадах, ходах й урочистих виїздах. У зв'язку з цим особлива увага приділяється зовнішньому вигляду особового складу. Перевага віддається високим, відмінної статури новобранцям. Існували навіть свого роду «екстер'єрні» градації. Наприклад, у Російській імперії в Преображенський полк брали вищих й русявих рекрутів, до Семенівського полку брали блондинів, до Ізмайловського — брюнетів. У кінногвардійських полках значення надавали не тільки кольору волосся лейбгвардійців, але й масті коней: у Кавалергардському полку служили блондини на гнідих конях, в Кірасирському Його Величності — руді на рудих конях (див. також Російська імператорська гвардія).

## Історія виникнення
Загони, за своїм призначенням подібні до лейбгвардії, існують в арміях світу ще з античних часів. Прообразом лейбгвардії була озброєна свита, що складалася з добірних воїнів, пов'язаних з монархом узами особистої відданості: гетайри Олександра Македонського, перські «Безсмертні» (перша тисяча котрих була особистою охороною царя), давньоримські преторіанці й пізніше Палацові схоли, дружини середньовічних феодалів. Функції лейбгвардії при візантійських імператорах виконували варязькі найманці — Варязька сторожа, а при особі Папи Римського (і при багатьох європейських дворах) — швейцарські гвардійці.

### Англія
З XI століття англійські королі мали при собі особисту дружину кінних тілоохоронців Serjeants-at-Arms («озброєні слуги», від лат. servant, слуга, і англ. arm, зброя). Цей термін зберігся до цього дня, перетворившись у звання вищої посадової особи різних державних структур Великої Британії, США, Австралії, Канади, Бангладеш, Ізраїлю й деяких інших країн.
В кінці XV століття була створена Гвардія йоменів, а в 1509 році Генріх VIII заснував Гвардію тілоохоронців. Обидва підрозділи існують по теперішній час.
Широко відомі гвардійці в ведмежих шапках, які несуть службу в Букінгемському палаці, — це Гвардія королеви, яка існує з 1660 року.

### Франція
За прикладом англійців, королівська охорона з кінних сержантів (Sergents d'armes) з'явилася при дворі Філіппа II Август. Під час Столітньої війни за Карла VII Валуа на заміну кінній дружині прийшов корпус піших гвардійців, започаткованого ротою шотландських лучників. Нова гвардія отримала назву Garde du Corps (Шаблон:Tr-fr).
Після Великої французької революції королівська гвардія була скасована, але знову відтворена Наполеоном I спочатку під виглядом Консульської гвардії, а з 1804 року вже як Імператорська гвардія (т. зв. «Стара гвардія»).

### Німеччина
За прикладом французьких королів бранденбурзький курфюрст Фрідріх III в 1692 році заснував особисту гвардію під назвою Garde du Corps. До нього в Священній Римській імперії були загальноприйняті терміни нім. Trabantengarde («наближена охорона») і нім. einspännigen Knechte («верхові слуги»). Приблизно тоді ж в німецьких державах і Австрійській імперії набув поширення термін лейбгвардія (напр., австро-угорська Цісарська і королівська лейбгвардійська піхотна рота, нім. k.u.k. Leibgardeinfanteriekompanie).
Саме німецька термінологія з XVIII століття закріпилася в російській військовій традиції, в тому числі у формі приставки лейб в найменуванні військової частини: лейбрегімент, лейбкомпанія, лейбкірасири та ін.

### Російська імперія
В Російській імперії лейбгвардія з'явилась за Петра I. Ядро майбутньої гвардії складали колишні «потішні» полки Семенівський і Преображенський, офіцери й солдати яких набиралися й навчалися особисто Петром і були йому беззастережно віддані. Вже з 1700 року обидва полки офіційно називались лейбгвардійськими.
Згодом чисельність російської лейбгвардії значно зросла і склад її розширився.

## Сучасність
В сучасну епоху лейбгвардійські підрозділи, як і раніше існують в арміях більшості монархій. Подібні формування, які поєднують охоронні й церемонійні функції існують і в країнах з республіканським ладом, в тому числі в Україні (Президентський полк).